# Lagonosticta rufopicta
La amaranta barrada (Lagonosticta rufopicta) es una especie de ave paseriforme de la familia Estrildidae propia del África tropical entre el Sahel y el ecuador.

## Descripción
La amaranta barrada mide alrededor de 11 cm de largo. El macho en plumaje reproductivo tiene la cabeza y el pecho de color rojo, con un listado blanco irregular en el pecho. Su frente y laterales del rostro son de un color rojo intenso, mientras que la barbilla, garganta y laterales del pecho son de un tono menso intenso. El píleo y la machor parte de partes superiores son de tono pardo grisáceo, en contraste con el obispillo de color rojo intenso. La cola es de un pardo más oscuro que el de la espalda, y tiene una extensión variable de rojo cerca de su base. Las plumas de vuelo tambión son oscuras. Las partes inferiores por debajo del pecho rojo son grisáceas claras. Las hembras son más discretas siendo casi en su totalidad de tonos pardo grisáceos, más claros en las partes inferiores. Los machos en eclipse y los juveniles se parecen a las hembras y solo presentan color rojo en el obispillo y coberteras de la cola.

## Distribución y hábitat
Se encuentra en una franja del África tropical, al sur del Sahel y al norte del ecuador, salvo una pequeña población disjunta en la región de los Grandes Lagos de África, que se extiende desde África occidental (Gambia y sur de Senegal) hasta el oeste de Etiopía y Kenia, en un área total de unos 2.900.000 km².
El hábitat natural de la amaranta barrada son los herbazales, zonas de matorral, sabanas de acacias y los claros de los bosques, pero también se encuentra en los cultivos y cerca de los asentamientos humanos, especialmente en zonas húmedas. 
Suele encontrarse en parejas o pequeños grupos familiares, pero puede formar grandes bandadas fuera de la época de cría y también puede unirse a bandadas mixtas con otras aves. Se alimenta de semillas en el suelo, principalmente de semillas de gramíneas.

## Taxonomía
La amaranta barrada forma parte de una superespecie junto a la amaranta parda (Lagnosticta nitidula), de la que fue considerada conespecídica en el pasado.
Se reconocen dos subespecie:
- Lagonosticta rufopicta rufopicta (Fraser, 1843) - se extiende desde Senegal y Gambia hacia el este hasta Nigeria, Camerún, el sur de Chad y la República Centroafricana.
- Lagonosticta rufopicta lateritia Heuglin, 1864 – ocupa Sudán del Sur, noreste de la República Democrática del Congo, el oeste de Etiopía, Uganda y el suroeste de Kenia.